# Panorama Salland
Panorama Salland is een panorama van de Overijsselse streek Salland, geschilderd op een schuur van een boerderij aan de Wissinkweg nabij Mariënheem.
De schuurschildering is 45 meter lang en 4 meter hoog. Ze werd gemaakt door de leden van Schildersclub Mariënheem in voorjaar en zomer van 2007.
Het ontwerp moest in het bestaande landschap passen, daardoor kwam ontwerper Gerard voor ´t Hekke op het idee om een panorama van Salland te maken. De leden van de schildersclub zijn begonnen in het westen van Salland bij de IJssel, bij de schoorsteen en ovens van Steenfabriek Fortmond. Ze eindigden in het oosten bij de toren van Palthe op de Sallandse Heuvelrug. Daartussen is het kenmerkende landschap van Salland zichtbaar gemaakt met onder andere natuurgebied Boetelerveld, het dorp Mariënheem en de plaats Raalte.
In mei 2007 is gestart met de realisering en op 20 oktober werd Panorama Salland onthuld door wethouder Jos Elshof van de gemeente Raalte. 